# Campo de Borja
Il Campo de Borja (in aragonese: Campo de Borxa) è una delle 33 comarche dell'Aragona, con una popolazione di 14 326 abitanti; suo capoluogo è Borja.
Amministrativamente fa parte della provincia di Saragozza, che comprende 17 comarche.